# Sojus MS-16
Sojus MS-16 war ein Flug des russischen Sojus-Raumschiffs zur Internationalen Raumstation (ISS). Im Rahmen des ISS-Programms trägt der Flug die Bezeichnung ISS AF-62S. Es war der 168. Flug im Sojus-Programm und der 61. Besuch eines Sojus-Raumschiffs an der ISS.

## Missionsbeschreibung
Die Mission brachte drei Mitglieder der ISS-Expeditionen 62 und 63 zur Raumstation. Erstmals kam die Raketenversion Sojus-2.1a für einen bemannten Flug zum Einsatz. Sie ersetzt die Sojus-FG, die nach dem Start der Mission Sojus MS-15 ausgemustert worden war.

## Besatzung

### Hauptbesatzung
- Anatoli Iwanischin (3. Raumflug), Kommandant (Russland/Roskosmos)
- Iwan Wagner (1. Raumflug), Bordingenieur (Russland/Roskosmos)
- Chris Cassidy (3. Raumflug), Bordingenieur (USA/NASA)

Zunächst war der JAXA-Astronaut Akihiko Hoshide als zweiter Bordingenieur des Flugs und als Kommandant der ISS-Expedition 63 vorgesehen. Wegen Verzögerungen bei der Fertigstellung der neuen US-Raumschiffe Crew Dragon und CST-100 Starliner wurde er jedoch vorsichtshalber gegen Cassidy ausgetauscht. Dadurch wird sichergestellt, dass das amerikanische Segment der Raumstation nach dem Abdocken von Sojus MS-15 mit Jessica Meir und Andrew R. Morgan weiterhin mit einem Amerikaner besetzt bleibt.
Für Roskosmos sollten zunächst Nikolai Tichonow und Andrei Babkin mitfliegen. Wegen einer Augenverletzung Tichonows wurden sie jedoch im Februar 2020 durch Iwanischin und Wagner ersetzt; Babkin wurde der neuen Ersatzmannschaft zugeteilt.

### Ersatzmannschaft
- Sergei Ryschikow (2. Raumflug), Kommandant (Russland/Roskosmos)
- Andrei Babkin (1. Raumflug), Bordingenieur (Russland/Roskosmos)
- Stephen Bowen (4. Raumflug), Bordingenieur (USA/NASA)

## Missionsverlauf
Wegen der COVID-19-Pandemie verbrachten die Besatzungsmitglieder vor dem Start vier statt der üblichen zwei Wochen in Quarantäne. Die Isolationsmaßnahmen waren strikter als sonst; so mussten sich die Raumfahrer bereits vorher von ihren Angehörigen verabschieden.
Das Raumschiff wurde am 9. April 2020 mit einer Sojus-2.1a-Rakete vom Kosmodrom Baikonur in eine Erdumlaufbahn gebracht. Nach sechs Stunden Flug erreichte es die ISS.
Nach gut 195 Tagen Aufenthalt koppelte das Raumschiff am 21. Oktober 2020 wieder von der Station ab, damit begann auf der Station die ISS-Expedition 64 mit Sergei Ryschikow als Kommandant. Die Raumkapsel landete 161 km südöstlich von Schesqasghan in der Kasachensteppe. Die Crew wurde wohlbehalten geborgen.

## Galerie

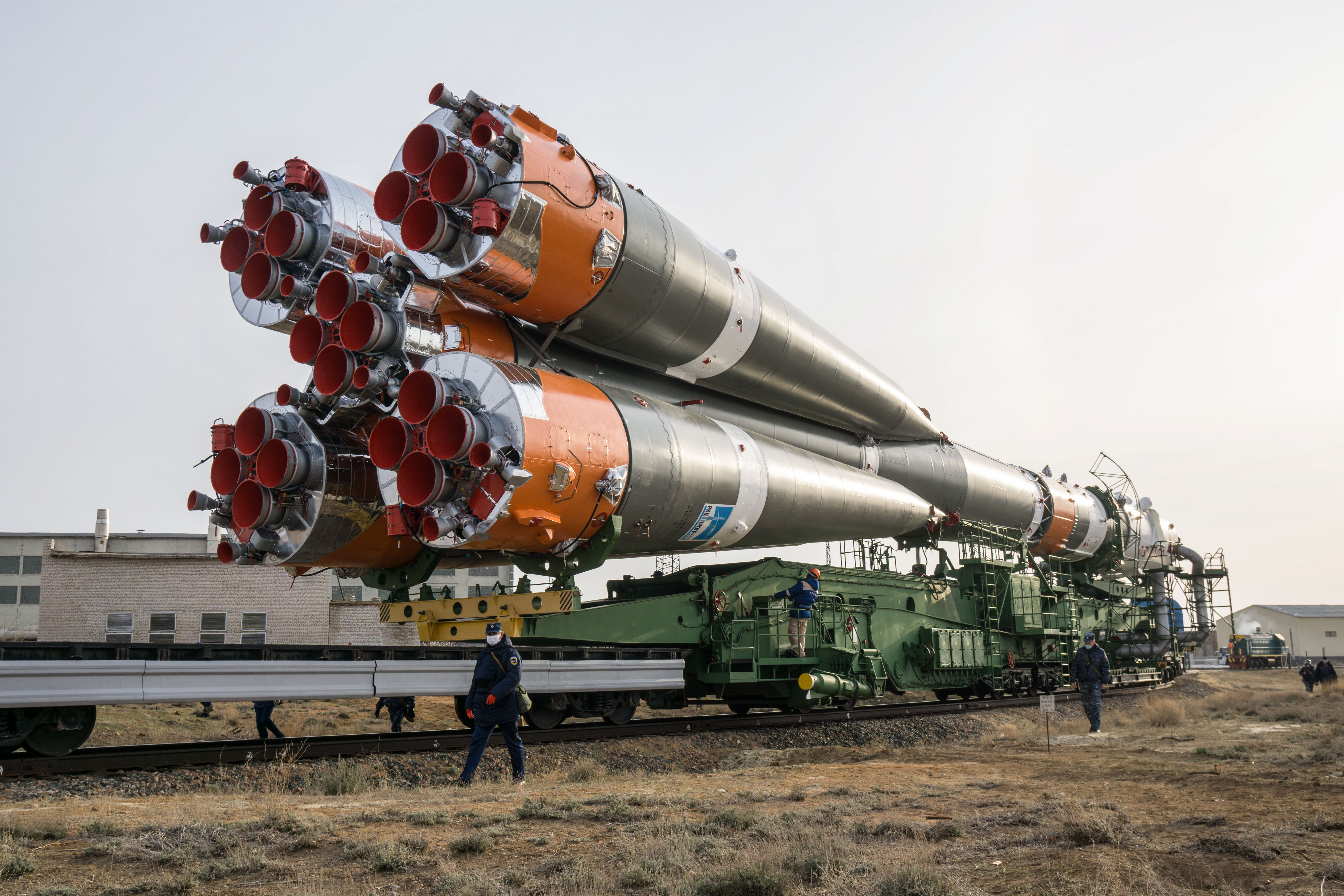
Der Rollout der Rakete am 6. April 2020
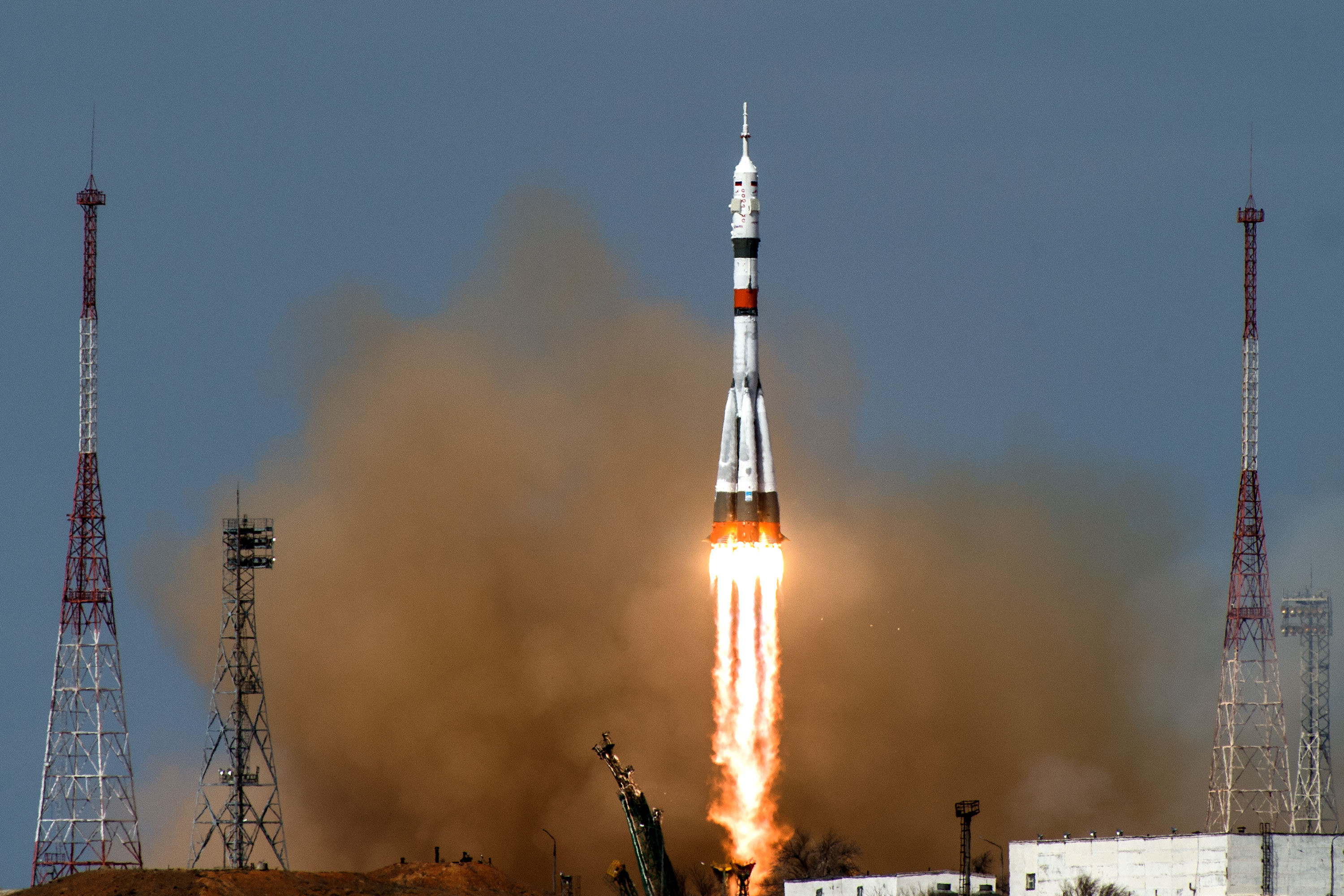
Der Start am 9. April
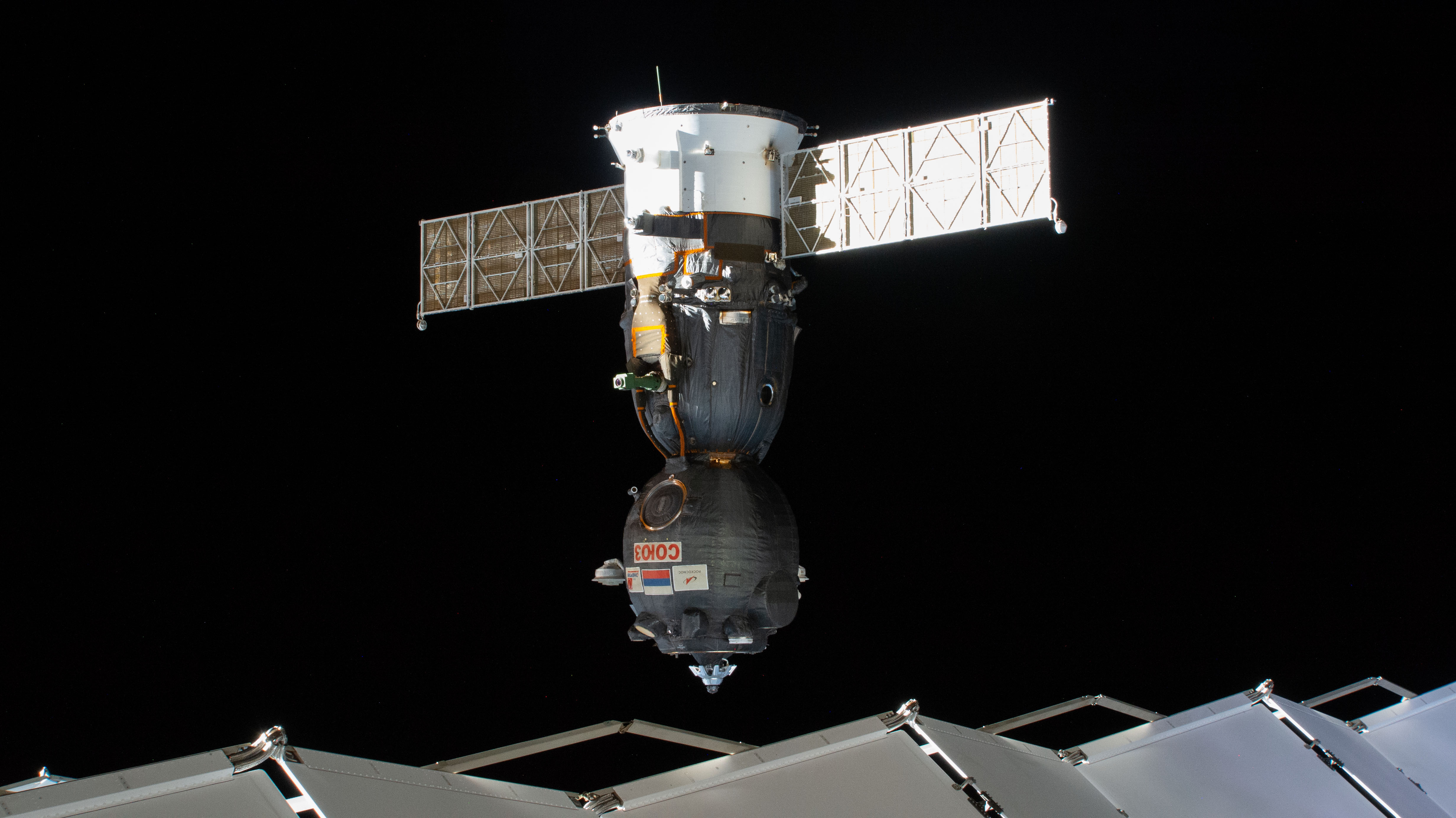
Kurz nach dem Abdocken am 21. Oktober 2020
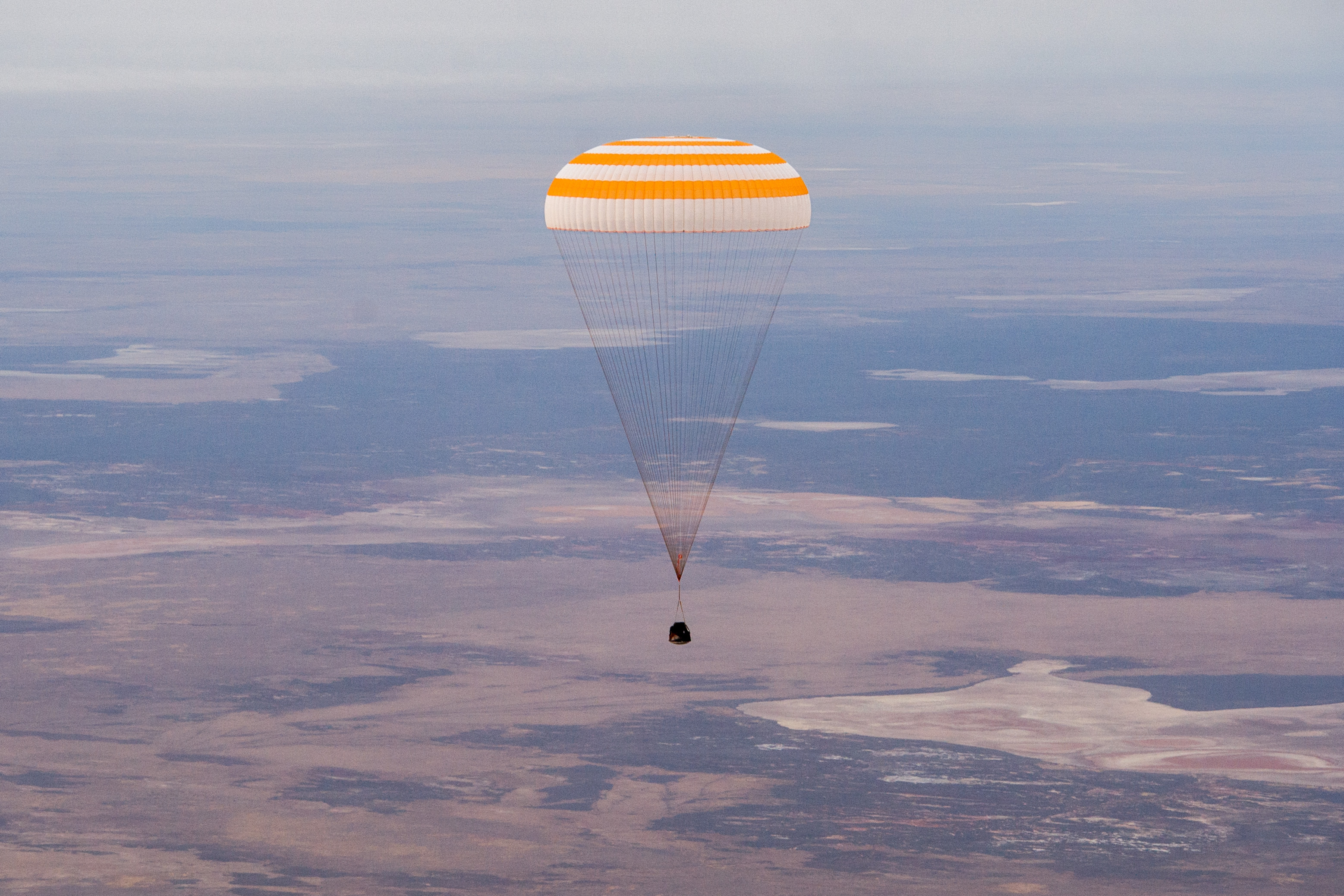
Kurz vor der Landung am 22. Oktober
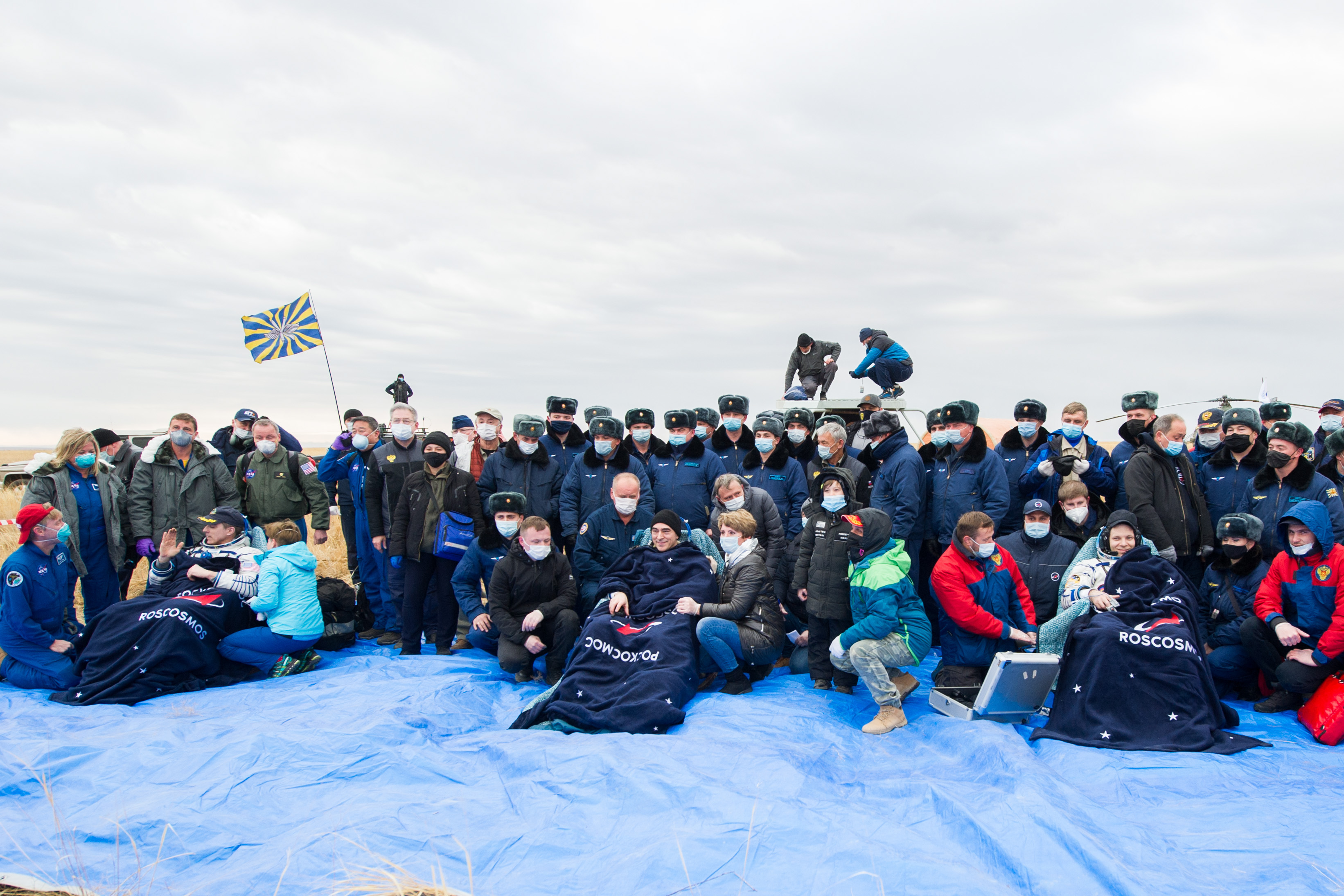
Die Crew mit den Helfern kurz nach der Landung